# Chlorogomphus arooni
Chlorogomphus arooni is een echte libel (Anisoptera) uit de familie van de Chlorogomphidae.
De wetenschappelijke naam van de soort werd in 1981 gepubliceerd door Yasuhiko Asahina.